# Should a Mother Tell
Should a Mother Tell (titre alternatif : A Mother's Love) est un film américain muet réalisé par J. Gordon Edwards, sorti en 1915.

## Synopsis
Une mère de famille se retrouve devant un dilemme lorsqu'elle doit choisir entre sa fille âgé de 16 ans et un étranger. 

## Fiche technique
- Titre : Should a Mother Tell
- Titre alternatif : A Mother's Love
- Réalisation : J. Gordon Edwards
- Scénario : Rex Ingram
- Directeur de la photographie : Arthur Ripley
- Sociétés de production : Fox Film Corporation
- Producteur : William Fox
- Longueur : 1 500 mètres (5 bobines)
- Format : Noir et blanc - 1,33:1 - Muet
- Dates de sortie :
  -  États-Unis : juillet 1915

## Distribution
- Betty Nansen : Marie Baudin
- Stuart Holmes : Gaspard Baudin
- Jean Sothern : Pamela Baudin âgée de 16 ans
- Arthur Hoops : le baron Gauntier
- Claire Whitney : la baronne Gauntier
- H. Linden : Phillip
- Stephen Grattan : Marie Brassard
- Grace Everett : Mme. Brassard
- Kate Blancke : la contesse de Moutsorel
- G. Baldwin : Louis Brassard, âgé de 20 ans
- Henry Leone : le préfet de police
- Ralph Johnston : Louis Brassard, âgé de 8 ans
- Runa Hodges : Pamela Baudin, âgé de 5 ans